# Pitarchia
Nella mitologia greca, Pitarchia (in greco Πειθαρχία) era la personificazione di obbedienza.
È stata citata una volta da Eschilo, che cita un proverbio secondo il quale Pitarchia è la moglie di Soter e madre di Euprassia.